# Age of Empires: World Domination
Age of Empires: World Domination était un jeu de stratégie en temps réel mobile free-to-play développé par KLab Games (ja) et Microsoft dans le cadre de la série de jeux vidéo Age of Empires, et sorti en 2015 dans certains pays pour les appareils iOS et Android. Le jeu avait d'abord été annoncé en 2013 comme une nouvelle entrée mobile dans la série Age of Empires,,. Il a été fermé en novembre 2016. 

## Gameplay
Age of Empires: World Domination présente huit civilisations historiques, la gestion des ressources, une variété de héros, l'exploration et la recherche technologique, de la même manière que les jeux PC de la série. Comme dans la série PC, le jeu utilise les quatre ressources que sont le bois, la nourriture, l'or et la pierre, et propose des bâtiments similaires tels que la caserne, le champ de tir à l'arc et le moulin, ainsi qu'une progression à travers les âges avec un arbre technologique associé. 